# Joseph Roth
Joseph Roth (Brody, 2 de setembro de 1894 — Paris, 27 de maio de 1939) foi um jornalista e escritor austríaco. Moses Joseph Roth nasceu no extremo do Império Austro-Húngaro.

## Biografia
Joseph Roth nasceu em uma família judia e cresceu em Brody (atualmente na Ucrânia), uma pequena cidade perto de Lemberg (agora Lviv, Ucrânia) na Galícia Oriental, no extremo leste do que era então o império austro-húngaro. A cultura judaica desempenhou um papel importante na vida da cidade, que tinha uma grande população judaica. Roth cresceu com sua mãe e seus parentes; ele nunca viu seu pai, que havia desaparecido antes de ele nascer.
Após o ensino médio, Joseph Roth mudou-se para Lemberg para iniciar seus estudos universitários em 1913, antes de se transferir para a Universidade de Viena em 1914 para estudar filosofia e literatura alemã. Em 1916, Roth interrompeu seus estudos universitários e se ofereceu para servir no Exército Austro-Húngaro na Frente Oriental, "embora possivelmente apenas como jornalista ou censor do exército".  Essa experiência teve uma influência importante e duradoura em sua vida. O mesmo aconteceu com o colapso em 1918 do Império Habsburgo, que marcou o início de um pronunciado sentimento de "falta de moradia" que apareceria regularmente em seu trabalho. Como ele escreveu: "Minha experiência mais forte foi a guerra e a destruição de minha pátria, a única que já tive, a Monarquia Dual da Áustria-Hungria".
Roth casou-se com Friederike (Friedl) Reichler em 1922. No final da década de 1920, sua esposa tornou-se esquizofrênica, o que jogou Roth em uma profunda crise, tanto emocional quanto financeiramente. Ela viveu por anos em um sanatório e mais tarde foi assassinada no programa Aktion T4 dos nazistas.
Em 1929 conheceu Andrea Manga Bell, nascida em Hamburgo e casada com Alexandre Douala Manga Bell, Príncipe de Douala em Camarões. Seu marido havia retornado a Camarões enquanto ela e seus filhos permaneceram na Europa. Quando Roth a conheceu, ela era editora da revista Ullstein Gebrauchsgraphik.  Sendo um proeminente jornalista judeu liberal, Roth deixou a Alemanha quando Adolf Hitler se tornou chanceler do Reich em 30 de janeiro de 1933. Andrea Manga Bell o acompanhou com seus filhos. Ele passou a maior parte dos seis anos seguintes em Paris, uma cidade que amava. Seus ensaios escritos na França mostram um deleite com a cidade e sua cultura.

Pouco depois da ascensão de Hitler ao poder, em fevereiro de 1933, Roth escreveu em uma carta profética a seu amigo, o escritor austríaco Stefan Zweig:
Você já deve ter percebido que estamos caminhando para grandes catástrofes. Além do privado - nossa existência literária e financeira é destruída - tudo leva a uma nova guerra. Não vou apostar um centavo em nossas vidas. Eles conseguiram estabelecer um reinado de barbárie. Não se engane. O inferno reina. 
O relacionamento com Andrea Manga Bell falhou devido a problemas financeiros e ciúmes de Roth. De 1936 a 1938, Roth teve um relacionamento romântico com Irmgard Keun. Eles trabalharam juntos, viajando para Paris, Wilna, Lemberg, Varsóvia, Viena, Salzburgo, Bruxelas e Amsterdã.
Sem negar suas origens judaicas, Roth considerava sua relação com o catolicismo muito importante. Nos últimos anos de sua vida, ele pode ter se convertido: Michael Hofmann afirma no prefácio da coleção de ensaios The White Cities (também publicado como Relatório de um paraíso parisiense) que Roth "teria tido dois funerais, um judeu e um católico".
Em seus últimos anos, ele se mudou de hotel em hotel, bebendo muito e ficando cada vez mais ansioso com dinheiro e o futuro. Apesar de sofrer de alcoolismo crônico, ele permaneceu prolífico até sua morte em Paris em 1939.  Sua novela The Legend of the Holy Drinker (1939) narra as tentativas feitas por um alcoólatra para recuperar sua dignidade e honrar uma dívida.
O colapso final de Roth aparentemente foi precipitado ao saber que o dramaturgo Ernst Toller havia se enforcado em Nova York em 22 de maio.  Roth morreu em 27 de maio de pneumonia dupla, agravada pela retirada abrupta de álcool que produziu delirium tremens, e foi enterrado em 30 de maio no Cimetière de Thiais, ao sul de Paris.

## Jornalismo e carreira literária
Em 1918, Roth retornou a Viena e começou a escrever para jornais de esquerda, assinando artigos publicados pelo Vorwärts como Der rote Joseph (O Joseph vermelho, uma brincadeira com seu sobrenome, que é homófono com a podridão alemã, "vermelho", que também é a cor de sinalização dos partidos comunistas na Europa). Em 1920 mudou-se para Berlim, onde trabalhou como jornalista de sucesso para o Neue Berliner Zeitung [de] e, a partir de 1921, para o Berliner Börsen-Courier. Em 1923, ele começou sua associação com o liberal Frankfurter Zeitung, viajando amplamente por toda a Europa e relatando do sul da França, URSS, Albânia, Polônia, Itália e Alemanha. De acordo com seu principal tradutor de inglês, Michael Hofmann, "Ele foi um dos jornalistas mais ilustres e mais bem pagos do período, sendo pago à taxa de sonho de um marco alemão por linha".  Em 1925, ele passou um período trabalhando na França. Ele nunca mais residiu permanentemente em Berlim. Roth foi referido como um dos romancistas que ajudaram no surgimento do que hoje é chamado de mito dos Habsburgos.
Em 1923, o primeiro romance (inacabado) de Roth, A Teia de Aranha, foi serializado em um jornal austríaco. Ele alcançou um sucesso moderado como romancista com uma série de livros explorando a vida na Europa do pós-guerra, mas somente após a publicação de Job e Radetzky March ele foi aclamado por sua ficção e não por seu jornalismo.
A partir de 1930, a ficção de Roth tornou-se menos preocupada com a sociedade contemporânea, com a qual ele havia se tornado cada vez mais desiludido, e começou a evocar uma nostalgia melancólica pela vida na Europa Central imperial antes de 1914. Ele frequentemente retratava o destino de andarilhos sem-teto em busca de um lugar para morar, em particular judeus e ex-cidadãos da antiga Áustria-Hungria, que, com a queda da monarquia, haviam perdido seu único Heimat ("verdadeiro lar") possível. Em seus trabalhos posteriores, Roth parecia desejar que a monarquia pudesse ser restaurada. Seu anseio por um passado mais tolerante pode ser parcialmente explicado como uma reação contra o extremismo político da época, que culminou na Alemanha com o nacional-socialismo. O romance Radetzky March (1932) e a história "O Busto do Imperador" (1935) são típicos dessa fase tardia. Em outro romance, The Emperor's Tomb (1938), Roth descreve o destino de um primo do herói de Radetzky March até a anexação da Áustria pela Alemanha em 1938.

## Obras
- Das Spinnennetz  (1923)
- Hotel Savoy (1924)
- Die Rebellion (1924)
- April. Die Geschichte einer Liebe (1925)
- Der blinde Spiegel (1925)
- Juden auf Wanderschaft (1927; reportagem, não ficção)
- Die Flucht ohne Ende (1927)
- Zipper und sein Vater (1928)
- Rechts und links (1929)
- Der stumme Prophet (1929)
- Hiob (1930)
- Perlefter 1930
- Marcha de Radetzky (Radetzkymarsch) (1932)
- Der Antichrist (1934)
- Tarabas (1934)
- Die Büste des Kaisers) (1934; in The Collected Stories)
- Beichte eines Mörders) (1936)
- Die hundert Tage (1936)
- Das falsche Gewicht (1937)
- Die Kapuzinergruft (1938)
- Die Legende vom heiligen Trinker (1939)
- Die Geschichte von der 1002. Nacht (1939)[15]
- Der Leviathan (1940)
- What I Saw: Reports from Berlin, 1920-1933, trans. by Michael Hofmann, New York: W. W. Norton & Company (2002)and London: Granta Books (2003)
- The Collected Stories of Joseph Roth, trans. by Michael Hofmann, New York: W. W. Norton & Company (2003)
- The White Cities: Reports from France, 1925–39, trans. by Michael Hofmann,London: Granta Books (2004); issued in the United States as Report from a Parisian Paradise: Essays from France, 1925–1939,  New York: W. W. Norton & Company (2004)
- Joseph Roth: A Life in Letters, trans. and edited by Michael Hofmann, New York: W. W. Norton & Company (2012)
- The Hotel Years, trans. and edited by Michael Hofmann, New York: New Directions (2015)